# Natallja Michnevitsj
Natallja Vjatsjeslavovna Michnevitsj (Wit-Russisch: Наталля Вячаславаўна Міхневіч, Russisch: Наталья Вячеславовна Михневич, (geboren als Natalia Vyacheslavovna Choroneko (Russisch: Наталья Вячеславовна Хоронеко) (Nevinnomyssk, 25 mei 1982), is een Wit-Russische kogelstootster. Ze deed driemaal mee aan de Olympische Spelen en won hierbij één zilveren medaille, die haar later is ontnomen vanwege dopinggebruik. In 2006 werd zij wereldindoorkampioene in haar specialiteit.

## Loopbaan
Op de Olympische Spelen van 2004 in Athene behaalde Khoroneko een vijfde plaats die later, na de diskwalificatie van de als derde geëindigde Russische Svetlana Kriveljova, werd omgezet in een vierde plaats. Twee jaar later beleefde ze het succesvolste jaar van haar atletiekcarrière; eerst werd ze in Moskou wereldindoorkampioene kogelstoten, waarna ze nog in datzelfde jaar op dit nummer eveneens goud voor zich opeiste op de Europese kampioenschappen in Göteborg.
Op de Olympische Spelen van Peking in 2008 verbeterde Khoroneko zich ten opzichte van de Olympische Spelen van vier jaar ervoor door ditmaal een zilveren medaille te veroveren, deze medaille heeft Michnevitsj moeten inleveren vanwege dopinggebruik. Een jaar later werd de Wit-Russische op de wereldkampioenschappen in Berlijn niet alleen door Valerie Vili en Nadine Kleinert, die elkaar met prestaties voorbij de 20 meter opjoegen, buiten de medailles gehouden, maar ook door de Chinese Gong Lijiao, die met 19,89 m een PR-prestatie neerzette, terwijl Michnevitsj op 19,66 bleef steken. 
Drie jaar later, op de Olympische Spelen van 2012 in Londen, eindigde ze met 18,42 op een elfde en tevens laatste plaats in de finale.
Sinds maart 2007 is Natallja Khoroneko getrouwd met de Wit-Russische kogelstoter Andrej Michnevitsj.

## Titels
- Wereldindoorkampioene kogelstoten - 2006
- Europees kampioene kogelstoten - 2006
- Wit-Russisch kampioene kogelstoten - 2006

## Persoonlijke records
| Onderdeel             | Prestatie | Datum         | Plaats |
| --------------------- | --------- | ------------- | ------ |
| kogelstoten (outdoor) | 20,70 m   | 8 juli 2008   | Grodno |
| kogelstoten (indoor)  | 20,42 m   | 14 maart 2010 | Doha   |

## Palmares

### Kampioenschappen
| Jaar | Wedstrijd            | Plaats       | Resultaat | Extra   |
| ---- | -------------------- | ------------ | --------- | ------- |
| 1999 | WK voor B-junioren   | Bydgoszcz    | 2e        | 15,57 m |
| 2000 | WJK                  | Santiago     | 3e        | 16,40 m |
| 2003 | Universiade          | Daegu        | 5e        | 16,82 m |
| 2004 | OS                   | Athene       | 4e        | 18,96 m |
|      | Wereldatletiekfinale | Monte Carlo  | 5e        | 17,56 m |
| 2005 | WK                   | Helsinki     | 6e        | 18,34 m |
|      | Universiade          | İzmir        | 1e        | 18,86 m |
|      | Wereldatletiekfinale | Monte Carlo  | 3e        | 18,80 m |
| 2006 | WK indoor            | Moskou       | 1e        | 19,84 m |
|      | EK                   | Göteborg     | 1e        | 19,43 m |
|      | Wereldatletiekfinale | Stuttgart    | 1e        | 19,81 m |
|      | Wereldbeker          | Athene       | 4e        | 19,06 m |
| 2008 | OS                   | Peking       | DQ        | 20,28 m |
| 2009 | WK                   | Berlijn      | 4e        | 19,66 m |
|      | Wereldatletiekfinale | Thessaloniki | 3e        | 19,27 m |
| 2010 | WK Indoor            | Doha         | 3e        | 20,42 m |
|      | EK                   | Barcelona    | 2e        | 19,53 m |
| 2012 | OS                   | Londen       | 11e       | 18,42 m |
| 2015 | WK                   | Peking       | 8e        | 18,24 m |

### Golden League-podiumplekken
| Jaar | Wedstrijd | Plaats  | Resultaat | Extra   |
| ---- | --------- | ------- | --------- | ------- |
| 2005 | ISTAF     | Berlijn | 3e        | 18,48 m |
| 2009 | ISTAF     | Berlijn | 2e        | 19,26 m |

### Diamond League-podiumplekken
| Jaar | Wedstrijd         | Plaats      | Resultaat | Extra   |
| ---- | ----------------- | ----------- | --------- | ------- |
| 2010 | Adidas Grand Prix | New York    | 2e        | 19,80 m |
|      | Meeting Areva     | Saint-Denis | 3e        | 19,47 m |
|      | Herculis          | Monaco      | 3e        | 19,43 m |
|      | DN Galan          | Stockholm   | 3e        | 19,57 m |